# Birch Green
Birch Green – przysiółek w Anglii, w Esseksie. Leży 8,6 km od miasta Colchester, 25,8 km od miasta Chelmsford i 72,2 km od Londynu. W 2015 miejscowość liczyła 859 mieszkańców.